# Kutschenberg-Heuschlaufenberg-Stürzelberg
Kutschenberg-Heuschlaufenberg-Stürzelberg ist ein mit Verordnung des Regierungspräsidiums Stuttgart vom 15. Dezember 2017 ausgewiesenes Naturschutzgebiet mit der Nummer 1.281. 

## Lage
Das Naturschutzgebiet befindet sich im Naturraum Albuch und Härtsfeld und liegt am westlichen Ortsrand von Söhnstetten. Das Schutzgebiet ist Teil des FFH-Gebiets Nr. 7325-341 Steinheimer Becken. Die B 466 trennt das NSG in zwei Teilgebiete.

## Schutzzweck
Laut Schutzgebietsverordnung sind die Schutzzwecke:
- der Erhalt, die Wiederherstellung und die Entwicklung des komplexen, durch historische landwirtschaftliche Nutzung in Form von Weide und Mahd entstandenen Vegetationsmosaiks des Heuschlaufenbergs, des Kutschenbergs, des Benzenhauser Teichs,  des Stürzelbergs, des Ulmer Tals und des Eseltals;
- der Erhalt und die Entwicklung der Wacholderheiden, Kalkmagerrasen, Mageren Flachland-Mähwiesen und altholzreichen Buchenwälder als Lebensräume für eine Vielzahl von zum Teil gefährdeten Pflanzen- und Tierarten;
- der Erhalt und die Entwicklung des Standortreichtums, der durch den kleinräumigen Wechsel von Felsbildungen, Schutthalden und unterschiedlichen Bodenverhältnissen hervorgerufen wird.

## Flora und Fauna
Im Gebiet kommen die folgenden Pflanzenarten vor: Bastard-Frauenmantel, Gewöhnliches Katzenpfötchen, Färber-Meier, Alpen-Pippau, Gewöhnlicher Fransenenzian, Deutscher Fransenenzian, Frühlings-Enzian, Gewöhnliche Kuhschelle, Grannen-Klappertopf und Knöllchen-Steinbrech. Beobachtet wurden die Schmetterlingsarten Kleines Ochsenauge, Schachbrett und Wachtelweizen-Scheckenfalter sowie die Fledermausarten Zwergfledermaus und Rauhautfledermaus.